# Vertiges (film, 1947)
Pour les articles homonymes, voir Vertige (homonymie).
Pour plus de détails, voir Fiche technique et Distribution.
Vertiges est un film français réalisé par Richard Pottier en 1946, sorti en 1947.

## Fiche technique
- Titre original : Vertiges
- Réalisation : Richard Pottier
- Scénario : Paul Fétéké, Jacques Natanson
- Photographie : André Germain
- Pays :  France
- Format : Couleur  - Son mono  - 35 mm  - 1,37:1
- Genre : Film dramatique
- Durée : 106 minutes
- Format : Couleur
- Date de sortie :
  - France : 22 octobre 1947

## Distribution
- Raymond Rouleau : Jean Favier
- Micheline Francey : Françoise Favier
- Jean Debucourt : Le professeur Borand
- Jacqueline Pierreux : Suzy
- Noëlle Norman : Odette